# Benito de Rivas
Benito de Rivas, OSB (falecido em 21 de agosto de 1668) foi um prelado católico romano que serviu como bispo de Porto Rico (1663–1668).

## Biografia
Benito de Rivas nasceu em Madrid, em Espanha, e foi ordenado sacerdote na Ordem de São Bento. A 28 de fevereiro de 1663, foi nomeado pelo Rei da Espanha e confirmado pelo Papa Alexandre VII como Bispo de Porto Rico. A 24 de fevereiro de 1664, foi consagrado bispo por Georges d'Aubusson de la Feuillade, arcebispo de Embrun com Antonio del Buffalo, bispo auxiliar de Toledo, e Luis de Morales, bispo auxiliar de Toledo, como co-consagradores. Serviu como Bispo de Porto Rico até à sua morte a 21 de agosto de 1668. Enquanto bispo, foi o principal consagrador de Francisco de la Cueva Maldonado, arcebispo de Santo Domingo.